# 劫螳属
劫螳属（学名：Harpagomantis）为侍螳科的一个属。

## 下属物种
本属包括以下物种：
- 小劫螳 Harpagomantis nana Lucas, 1849
- 三色劫螳 Harpagomantis tricolor Linne, 1758